# Национални парк Теиде
Национални парк Теиде највише је подручје острва на Тенерифима (на Канарским острвима) и у Шпанији. Проглашен је 22. јануара 1954. Националним парком, највећи је и најстарији од националних паркова Канарских острва и трећи најстарији у Шпанији. 2007. године га је Унеско прогласио за светску баштину, а од те године се сматра једним од 12 блага Шпаније .
У овом подручју је вулкан Теиде  који је са својих 3718 метара највиши врх на Канарским острвима, у Шпанији и било којој земљи која је израсла из Атлантског океана. Такође је трећи највећи вулкан на свету од своје базе на океанском дну, други од Мауна Кеа и Мауна Лоа на Хавајима. Висина планине Теиде такође чини острво Тенерифе десетим највишим острвом на свету. Поред планине Теиде налази се друга највиша планина у Канарском архипелагу, Pico viejo са 3.135 метара надморске висине, обе су једине канарске планине које прелазе 3.000 метара надморске висине.
Национални парк Теиде био је 2008. најпосећенији национални парк од укупно четири које Канарска острва имају укупно 2,8 милиона посетилаца, показују подаци Канарског статистичког института (ИСТАЦ)  и најпосећенији национални парк у Шпанији са 4.079.823 посетилаца у 2016. години. То је уједно и најпосећенији национални парк у Европи и тренутно девети у свету.
Парк има површину од 18 990 хектара који се налази у општини Ла Оротава.

## Историја
Национални парк Теиде има широку историјску вредност. Ово место је, осим што има важно духовно значење за Гуанче, постало основни ресурс за преживљавање и опстанак ових досељеника у неко доба године, пошто су у летњим периодима концентрација стоке и испаша у бројним ова зона. Откривена археолошка налазишта важна су у парку. Гуанчи су Теиде познавали по имену "Ечеиде" чије је значење било "пребивалиште Гуаиоте, злог ". Према легенди, Гуаиота је киднаповао бога Сунца, за Магец Гуанчеса, и закључао га у вулкан, потапајући острво у потпуни мрак. У то време Гуанчи су позвали Ачамана, њиховог врховног небеског бога, и молили за помоћ. Ачаман је успео да савлада Гуаиота и тако успе да оконча заробљеништво Сунца и запечати Ечеидеова уста са Гуаиота изнутра. Чини се да се овај рачун поклапа са последњом великом еруптивном епизодом на планини Теиде. 1492. године, баш када је Кристифор Колумбо напустио колумбијско острво спреман да освоји нови свет, вулкан Boca Cangrejo, близу планине Теиде, је еруптирао. Последња велика ерупција произведена је 1798. године.
1981. године парк је прекласификован и успостављен је посебан правни режим. 1989. Савет Европе је националном парку доделио Европску диплому, у својој највишој категорији. Ово признање за управљање и очување накнадно је обновљено 1994, 1999. и 2004. године. У децембру 1999. године, влада Шпаније проширила је простор парка инкорпоришући неко припадајуће земљиште, површине 5,419 хектара, чиме је донесена на тренутну површину од 18 900 хектара  . Као прослава 50. годишњице од трансформације у национални парк, 2002. године покренуте су процедуре да га Унеско именује Светском баштином. У јуну 2007, после пет година рада и труда, УНЕСКО је одлучио да прогласи Теиде националним парком. Национални парк Теиде је такође од краја 2007. године, једно од 12 шпанских блага .

## Фотографије
- Национални парк Теиде
- Национални парк Теиде
- Национални парк Теиде
- Ллано де Уцанца
- Национални парк Теиде зими
- Панорамски поглед на национални парк Теиде (Светска баштина). Тенерифе, Канарска острва, Шпанија, југозападна Европа
- Каменске формације Националног парка Теиде (Светска баштина). Тенерифе, Канарска острва, Шпанија, југозападна Европа-2
- Каменске формације Националног парка Теиде (Светска баштина). Тенерифе, Канарска острва, Шпанија, југозападна Европа-5
- Ла Тарта дел Теиде (Теиде торта )